# BNP Paribas Open 2023
Indian Wells Masters 2023 (còn được biết đến với BNP Paribas Open 2023 vì lý do tài trợ) là một giải quần vợt nam và nữ chuyên nghiệp diễn ra ở Indian Wells, California. Đây là lần thứ 49 (nam) và lần thứ 34 (nữ) giải đấu được tổ chức, và là một phần của ATP Tour Masters 1000 trong ATP Tour 2023 và WTA 1000 trong WTA Tour 2023. Cả giải đấu nam và nữ diễn ra từ ngày 6 đến ngày 19 tháng 3 năm 2023 tại Indian Wells Tennis Garden, thi đấu trên mặt sân cứng ngoài trời.
Carlos Alcaraz là nhà vô địch nội dung đơn nam, đánh bại Daniil Medvedev trong trận chung kết. Đây là danh hiệu ATP Masters thứ 3 và danh hiệu ATP thứ 8 của Alcaraz. Iga Świątek là đương kim vô địch nội dung đơn nữ, nhưng thua ở vòng bán kết trước Elena Rybakina. Elena Rybakina là nhà vô địch nội dung đơn nữ, đánh bại Aryna Sabalenka trong trận chung kết. Đây là danh hiệu WTA thứ 4 và danh hiệu WTA 1000 đầu tiên của Rybakina. Taylor Fritz là đương kim vô địch nội dung đơn nam, nhưng thua ở vòng tứ kết trước Jannik Sinner.
John Isner và Jack Sock là đương kim vô địch nội dung đôi nam, Xu Yifan và Yang Zhaoxuan là đương kim vô địch nội dung đôi nữ.

## Điểm và tiền thưởng

### Phân phối điểm
| Sự kiện | VĐ   | CK  | BK  | TK  | V16 | V32 | V64 | V128 | Q  | Q2 | Q1 |
| Đơn nam | 1000 | 600 | 360 | 180 | 90  | 45  | 25* | 10   | 16 | 8  | 0  |
| Đôi nam | 1000 | 600 | 360 | 180 | 90  | 0   | —   | —    | —  | —  | —  |
| Đơn nữ  | 1000 | 650 | 390 | 215 | 120 | 65  | 35* | 10   | 30 | 20 | 2  |
| Đôi nữ  | 1000 | 650 | 390 | 215 | 120 | 10  | —   | —    | —  | —  | —  |

* Tay vợt miễn được nhận điểm vòng 1.

### Tiền thưởng
Tổng số tiền thưởng của BNP Paribas Open 2023 là $17,600,000.
| Sự kiện  | VĐ         | CK       | BK       | TK       | V16     | V32     | V64     | V128    | Q2     | Q1     |
| Đơn nam  | $1,262,220 | $662,360 | $352,635 | $184,465 | $96,955 | $55,770 | $30,885 | $18,660 | $9,440 | $5,150 |
| Đơn nữ   | $1,262,220 | $662,360 | $352,635 | $184,465 | $96,955 | $55,770 | $30,885 | $18,660 | $9,440 | $5,150 |
| Đôi nam* | $436,730   | $231,660 | $123,550 | $62,630  | $33,460 | $18,020 | —       | —       | —      | —      |
| Đôi nữ*  | $436,730   | $231,660 | $123,550 | $62,630  | $33,460 | $18,020 | —       | —       | —      | —      |

*mỗi đội

## Nội dung đơn ATP

### Hạt giống
Dưới đây là những tay vợt được xếp loại hạt giống. Hạt giống dựa trên bảng xếp hạng ATP vào ngày 6 tháng 3 năm 2023. Xếp hạng và điểm trước vào ngày 6 tháng 3 năm 2023.
| Hạt giống | Xếp hạng | Tay vợt                     | Điểm trước | Điểm bảo vệ | Điểm thắng | Điểm sau | Thực trạng                                         |
| --------- | -------- | --------------------------- | ---------- | ----------- | ---------- | -------- | -------------------------------------------------- |
| 1         | 2        | Carlos Alcaraz              | 6,780      | 360         | 1,000      | 7,420    | Vô địch, đánh bại Daniil Medvedev [5]              |
| 2         | 3        | Stefanos Tsitsipas          | 5,805      | 45          | 10         | 5,770    | Vòng 2 thua trước Jordan Thompson                  |
| 3         | 4        | Casper Ruud                 | 5,560      | 45          | 45         | 5,560    | Vòng 3 thua trước Cristian Garín [Q]               |
| 4         | 5        | Taylor Fritz                | 3,795      | 1,000       | 180        | 2,975    | Tứ kết thua trước Jannik Sinner [11]               |
| 5         | 6        | Daniil Medvedev             | 3,775      | 45          | 600        | 4,330    | Á quân, thua trước Carlos Alcaraz [1]              |
| 6         | 7        | Andrey Rublev               | 3,660      | 360         | 90         | 3,390    | Vòng 4 thua trước Cameron Norrie [10]              |
| 7         | 8        | Holger Rune                 | 3,321      | 41          | 45         | 3,325    | Vòng 3 thua trước Stan Wawrinka [PR]               |
| 8         | 10       | Félix Auger-Aliassime       | 3,245      | 10          | 180        | 3,415    | Tứ kết thua trước Carlos Alcaraz [1]               |
| 9         | 11       | Hubert Hurkacz              | 3,110      | 90          | 45         | 3,065    | Vòng 3 thua trước Tommy Paul [17]                  |
| 10        | 12       | Cameron Norrie              | 2,815      | 180         | 180        | 2,815    | Tứ kết thua trước Frances Tiafoe [14]              |
| 11        | 13       | Jannik Sinner               | 2,655      | 90          | 360        | 2,925    | Bán kết thua trước Carlos Alcaraz [1]              |
| 12        | 14       | Alexander Zverev            | 2,500      | 10          | 90         | 2,580    | Vòng 4 thua trước Daniil Medvedev [5]              |
| 13        | 15       | Karen Khachanov             | 2,470      | 10          | 45         | 2,505    | Vòng 3 thua trước Alejandro Davidovich Fokina [23] |
| 14        | 16       | Frances Tiafoe              | 2,395      | 45          | 360        | 2,710    | Bán kết thua trước Daniil Medvedev [5]             |
| 15        | 17       | Pablo Carreño Busta         | 2,240      | 10          | 0          | 2,230    | Rút lui do chấn thương khuỷu tay                   |
| 16        | 18       | Alex de Minaur              | 2,165      | 90          | 10         | 2,085    | Vòng 2 thua trước Márton Fucsovics                 |
| 17        | 19       | Tommy Paul                  | 2,000      | 45          | 90         | 2,045    | Vòng 4 thua trước Félix Auger-Aliassime [8]        |
| 18        | 20       | Borna Ćorić                 | 1,905      | 10          | 10         | 1,905    | Vòng 2 thua trước Alex Molčan                      |
| 19        | 21       | Lorenzo Musetti             | 1,855      | 25          | 10         | 1,840    | Vòng 2 thua trước Adrian Mannarino                 |
| 20        | 23       | Matteo Berrettini           | 1,780      | 90          | 10         | 1,700    | Vòng 2 thua trước Taro Daniel [Q]                  |
| 21        | 25       | Grigor Dimitrov             | 1,620      | 180         | 10         | 1,450    | Vòng 2 bỏ cuộc trước Jason Kubler                  |
| 22        | 27       | Roberto Bautista Agut       | 1,465      | 45          | 10         | 1,430    | Vòng 2 thua trước Emil Ruusuvuori                  |
| 23        | 28       | Alejandro Davidovich Fokina | 1,390      | 25          | 180        | 1,545    | Tứ kết thua trước Daniil Medvedev [5]              |
| 24        | 29       | Dan Evans                   | 1,380      | 45          | 10         | 1,345    | Vòng 2 thua trước Jack Draper                      |
| 25        | 30       | Denis Shapovalov            | 1,380      | 45          | 10         | 1,345    | Vòng 2 thua trước Ugo Humbert                      |
| 26        | 31       | Miomir Kecmanović           | 1,290      | 180         | 10         | 1,120    | Vòng 2 thua trước Stan Wawrinka [PR]               |
| 27        | 32       | Francisco Cerúndolo         | 1,275      | 0           | 45         | 1,320    | Vòng 3 thua trước Félix Auger-Aliassime [8]        |
| 28        | 33       | Botic van de Zandschulp     | 1,205      | 45          | 10         | 1,170    | Vòng 2 bỏ cuộc trước Ilya Ivashka                  |
| 29        | 34       | Yoshihito Nishioka          | 1,142      | 8           | 10         | 1,144    | Vòng 2 thua trước Cristian Garín [Q]               |
| 30        | 35       | Sebastián Báez              | 1,135      | 10          | 45         | 1,170    | Vòng 3 thua trước Taylor Fritz [4]                 |
| 31        | 36       | Tallon Griekspoor           | 1,034      | 10          | 45         | 1,069    | Vòng 3 thua trước Carlos Alcaraz [1]               |
| 32        | 37       | Maxime Cressy               | 1,016      | 10          | 10         | 1,016    | Vòng 2 thua trước Alejandro Tabilo [Q]             |

#### Tay vợt rút lui khỏi giải đấu
Dưới đây là những tay vợt được xếp loại hạt giống, nhưng rút lui trước khi giải đấu bắt đầu.
| Xếp hạng | Tay vợt         | Điểm trước | Điểm giảm | Điểm sau | Lý do rút lui                                     |
| -------- | --------------- | ---------- | --------- | -------- | ------------------------------------------------- |
| 1        | Novak Djokovic  | 7,160      | 0         | 7,160    | Không đáp ứng yêu cầu tiêm chủng vắc-xin COVID-19 |
| 9        | Rafael Nadal    | 3,315      | 600       | 2,715    | Chấn thương chân trái                             |
| 22       | Nick Kyrgios    | 1,825      | 180       | 1,645    | Chấn thương đầu gối trái                          |
| 24       | Marin Čilić     | 1,745      | 10        | 1,735    | Chấn thương đầu gối                               |
| 26       | Sebastian Korda | 1,550      | 25        | 1,525    | Chấn thương cổ tay phải                           |

### Vận động viên khác
Đặc cách:
- Brandon Holt
- Aleksandar Kovacevic
- Jack Sock
- Dominic Thiem
- Wu Yibing

Bảo toàn thứ hạng:
- Gaël Monfils
- Guido Pella
- Stan Wawrinka

Vượt qua vòng loại:
- Rinky Hijikata
- Borna Gojo
- Leandro Riedi
- Aleksandar Vukic
- Alejandro Tabilo
- Zhang Zhizhen
- Taro Daniel
- Cristian Garín
- Thanasi Kokkinakis
- Maximilian Marterer
- Jan-Lennard Struff
- Wu Tung-lin

Thua cuộc may mắn:
- Alexei Popyrin
- Radu Albot

### Rút lui
- Benjamin Bonzi → thay thế bởi  Oscar Otte
- Jenson Brooksby → thay thế bởi  Ugo Humbert
- Pablo Carreño Busta → thay thế bởi Bản mẫu:Country data MLD Radu Albot
- Marin Čilić → thay thế bởi  Tomás Martín Etcheverry
- Novak Djokovic → thay thế bởi  Nikoloz Basilashvili
- Kyle Edmund → thay thế bởi  Roman Safiullin
- David Goffin → thay thế bởi  Jason Kubler
- Sebastian Korda → thay thế bởi  Thiago Monteiro
- Kwon Soon-woo → thay thế bởi  Alexei Popyrin
- Nick Kyrgios → thay thế bởi  Roberto Carballés Baena
- Corentin Moutet → thay thế bởi  Daniel Elahi Galán
- Rafael Nadal → thay thế bởi  Jordan Thompson
- Reilly Opelka → thay thế bởi  Bernabé Zapata Miralles

## Nội dung đôi ATP

### Hạt giống
| Quốc gia | Tay vợt              | Quốc gia | Tay vợt           | Xếp hạng | Hạt giống |
| -------- | -------------------- | -------- | ----------------- | -------- | --------- |
| NED      | Wesley Koolhof       | GBR      | Neal Skupski      | 2        | 1         |
| USA      | Rajeev Ram           | GBR      | Joe Salisbury     | 7        | 2         |
| ESA      | Marcelo Arévalo      | NED      | Jean-Julien Rojer | 12       | 3         |
| CRO      | Nikola Mektić        | CRO      | Mate Pavić        | 13       | 4         |
| GBR      | Lloyd Glasspool      | FIN      | Harri Heliövaara  | 23       | 5         |
| ESP      | Marcel Granollers    | ARG      | Horacio Zeballos  | 29       | 6         |
| MON      | Hugo Nys             | POL      | Jan Zieliński     | 33       | 7         |
| COL      | Juan Sebastián Cabal | COL      | Robert Farah      | 47       | 8         |

*Bảng xếp hạng vào ngày 6 tháng 3 năm 2023.

### Vận động viên khác
Đặc cách:
- Marcos Giron /  J. J. Wolf
- Nathaniel Lammons /  Jackson Withrow
- Jannik Sinner /  Lorenzo Sonego

Bảo toàn thứ hạng:
- Casper Ruud /  Dominic Thiem
- Frances Tiafoe /  Stan Wawrinka

Thay thế:
- Francisco Cerúndolo /  Diego Schwartzman

### Rút lui
- Félix Auger-Aliassime /  Sebastian Korda → thay thế bởi  Félix Auger-Aliassime /  Denis Shapovalov
- Roberto Bautista Agut /  Pablo Carreño Busta → thay thế bởi  Francisco Cerúndolo /  Diego Schwartzman
- Ivan Dodig /  Austin Krajicek → thay thế bởi  Austin Krajicek /  Mackenzie McDonald

## Nội dung đơn WTA

### Hạt giống
Dưới đây là những tay vợt được xếp loại hạt giống. Hạt giống dựa trên bảng xếp hạng WTA vào ngày 27 tháng 2 năm 2023. Xếp hạng và điểm trước vào ngày 6 tháng 3 năm 2023.
| Hạt giống | Xếp hạng | Tay vợt               | Điểm trước | Điểm bảo vệ | Điểm thắng | Điểm sau | Thực trạng                                 |
| --------- | -------- | --------------------- | ---------- | ----------- | ---------- | -------- | ------------------------------------------ |
| 1         | 1        | Iga Świątek           | 10,585     | 1,000       | 390        | 9,975    | Bán kết thua trước Elena Rybakina [10]     |
| 2         | 2        | Aryna Sabalenka       | 6,100      | 10          | 650        | 6,740    | Á quân, thua trước Elena Rybakina [10]     |
| 3         | 3        | Jessica Pegula        | 5,495      | 10          | 120        | 5,605    | Vòng 4 thua trước Petra Kvitová [15]       |
| 4         | 4        | Ons Jabeur            | 4,921      | 10          | 65         | 4,976    | Vòng 3 thua trước Markéta Vondroušová [PR] |
| 5         | 5        | Caroline Garcia       | 4,905      | 35          | 120        | 4,990    | Vòng 4 thua trước Sorana Cîrstea           |
| 6         | 6        | Coco Gauff            | 4,251      | 65          | 215        | 4,401    | Tứ kết thua trước Aryna Sabalenka [2]      |
| 7         | 7        | Maria Sakkari         | 3,451      | 650         | 390        | 3,191    | Bán kết thua trước Aryna Sabalenka [2]     |
| 8         | 8        | Daria Kasatkina       | 3,375      | 65          | 65         | 3,375    | Vòng 3 thua trước Varvara Gracheva [Q]     |
| 9         | 9        | Belinda Bencic        | 3,360      | 10          | 10         | 3,360    | Vòng 2 thua trước Jil Teichmann            |
| 10        | 10       | Elena Rybakina        | 2,935      | 215         | 1,000      | 3,720    | Vô địch, đánh bại Aryna Sabalenka [2]      |
| 11        | 11       | Veronika Kudermetova  | 2,620      | 215         | 65         | 2,470    | Vòng 3 thua trước Karolína Plíšková [17]   |
| 12        | 12       | Liudmila Samsonova    | 2,301      | 120         | 10         | 2,191    | Vòng 2 thua trước Bernarda Pera            |
| 13        | 13       | Beatriz Haddad Maia   | 2,246      | 35          | 65         | 2,276    | Vòng 3 thua trước Emma Raducanu            |
| 14        | 14       | Victoria Azarenka     | 2,237      | 65          | 10         | 2,182    | Vòng 2 thua trước Karolína Muchová [PR]    |
| 15        | 15       | Petra Kvitová         | 2,227      | 65          | 215        | 2,377    | Tứ kết thua trước Maria Sakkari [7]        |
| 16        | 16       | Barbora Krejčíková    | 2,205      | (1)†        | 120        | 2,324    | Vòng 4 thua trước Aryna Sabalenka [2]      |
| 17        | 17       | Karolína Plíšková     | 2,045      | 10          | 120        | 2,155    | Vòng 4 thua trước Maria Sakkari [7]        |
| 18        | 18       | Ekaterina Alexandrova | 2,030      | 35          | 10         | 2,005    | Vòng 2 thua trước Wang Xinyu               |
| 19        | 20       | Madison Keys          | 1,857      | 215         | 10         | 1,652    | Vòng 2 bỏ cuộc trước Sorana Cîrstea        |
| 20        | 21       | Magda Linette         | 1,770      | 10          | 10         | 1,770    | Vòng 2 thua trước Emma Raducanu            |
| 21        | 22       | Paula Badosa          | 1,758      | 390         | 65         | 1,433    | Vòng 3 thua trước Elena Rybakina [10]      |
| 22        | 27       | Zhang Shuai           | 1,460      | 10          | 10         | 1,460    | Vòng 2 bỏ cuộc trước Rebecca Peterson [Q]  |
| 23        | 26       | Martina Trevisan      | 1,529      | (1)‡        | 65         | 1,593    | Vòng 3 thua trước Karolína Muchová [PR]    |
| 24        | 25       | Jeļena Ostapenko      | 1,550      | 10          | 65         | 1,605    | Vòng 3 thua trước Petra Kvitová [15]       |
| 25        | 30       | Petra Martić          | 1,422      | 215         | 10         | 1,217    | Vòng 2 thua trước Varvara Gracheva [Q]     |
| 26        | 28       | Anastasia Potapova    | 1,439      | 10          | 65         | 1,494    | Vòng 3 thua trước Jessica Pegula [3]       |
| 27        | 29       | Anhelina Kalinina     | 1,422      | 35          | 65         | 1,452    | Vòng 3 thua trước Maria Sakkari [7]        |
| 28        | 32       | Marie Bouzková        | 1,359      | 95          | 10         | 1,274    | Vòng 2 thua trước Markéta Vondroušová [PR] |
| 29        | 23       | Donna Vekić           | 1,664      | (12)‡       | 10         | 1,662    | Vòng 2 thua trước Lesia Tsurenko [Q]       |
| 30        | 49       | Leylah Fernandez      | 1,080      | 120         | 65         | 1,025    | Vòng 3 thua trước Caroline Garcia [5]      |
| 31        | 35       | Amanda Anisimova      | 1,304      | 35          | 10         | 1,279    | Vòng 2 thua trước Linda Nosková            |
| 32        | 36       | Bianca Andreescu      | 1,303      | (1)‡        | 65         | 1,367    | Vòng 3 thua trước Iga Świątek [1]          |

† Tay vợt không bắt buộc phải tính điểm giải đấu năm 2022 do chấn thương dài hạn. Thay vào đó, điểm tốt nhất của lần 16 sẽ được thay thế vào.

‡ Tay vợt không vượt qua vòng loại ở giải đấu năm 2022. Thay vào đó, điểm tốt nhất của lần 16 sẽ được thay thế vào.

#### Tay vợt rút lui khỏi giải đấu
Dưới đây là những tay vợt được xếp loại hạt giống, nhưng rút lui trước khi giải đấu bắt đầu.
| Xếp hạng | Tay vợt      | Điểm trước | Điểm giảm | Điểm sau | Lý do rút lui |
| -------- | ------------ | ---------- | --------- | -------- | ------------- |
| 24       | Zheng Qinwen | 1,629      | 35        | 1,594    |               |

### Vận động viên khác
Đặc cách:
- Sofia Kenin
- Ann Li
- Elizabeth Mandlik
- Caty McNally
- Emma Navarro
- Peyton Stearns
- Katie Volynets
- Dayana Yastremska

Bảo toàn thứ hạng:
- Karolína Muchová
- Evgeniya Rodina
- Markéta Vondroušová

Vượt qua vòng loại:
- Katie Swan
- Cristina Bucșa
- Varvara Gracheva
- Rebeka Masarova
- Olga Danilović
- Arantxa Rus
- Ysaline Bonaventure
- Kimberly Birrell
- Lesia Tsurenko
- Rebecca Peterson
- Laura Siegemund
- Ashlyn Krueger

Thua cuộc may mắn:
- Dalma Gálfi
- Anna Karolína Schmiedlová
- Magdalena Fręch

### Rút lui
Trước giải đấu
- Ana Bogdan → thay thế bởi  Emma Raducanu
- Jaqueline Cristian → thay thế bởi  Anna Karolína Schmiedlová
- Lauren Davis → thay thế bởi  Magdalena Fręch
- Anett Kontaveit → thay thế bởi  Maryna Zanevska
- Camila Osorio → thay thế bởi  Madison Brengle
- Patricia Maria Țig → thay thế bởi  Nuria Párrizas Díaz
- Zheng Qinwen → thay thế bởi  Dalma Gálfi

## Nội dung đôi WTA

### Hạt giống
| Quốc gia | Tay vợt                  | Quốc gia | Tay vợt            | Xếp hạng | Hạt giống |
| -------- | ------------------------ | -------- | ------------------ | -------- | --------- |
| CZE      | Barbora Krejčíková       | CZE      | Kateřina Siniaková | 3        | 1         |
| USA      | Coco Gauff               | USA      | Jessica Pegula     | 8        | 2         |
| UKR      | Lyudmyla Kichenok        | LAT      | Jeļena Ostapenko   | 18       | 3         |
| USA      | Desirae Krawczyk         | NED      | Demi Schuurs       | 22       | 4         |
| CHN      | Xu Yifan                 | CHN      | Yang Zhaoxuan      | 25       | 5         |
| AUS      | Storm Hunter             | BEL      | Elise Mertens      | 27       | 6         |
| MEX      | Giuliana Olmos           | CHN      | Zhang Shuai        | 31       | 7         |
| USA      | Nicole Melichar-Martinez | AUS      | Ellen Perez        | 35       | 8         |

*Bảng xếp hạng vào ngày 27 tháng 2 năm 2023.

### Vận động viên khác
Đặc cách:
- Bianca Andreescu /  Yulia Putintseva
- Danielle Collins /  Peyton Stearns
- Leylah Fernandez /  Taylor Townsend

Thay thế:
- Belinda Bencic /  Jil Teichmann

### Rút lui
- Caroline Dolehide /  Madison Keys → thay thế bởi  Belinda Bencic /  Jil Teichmann

## Nhà vô địch

### Đơn nam
- Carlos Alcaraz đánh bại  Daniil Medvedev, 6–3, 6–2

### Đơn nữ
- Elena Rybakina đánh bại  Aryna Sabalenka, 7–6(13–11), 6–4

### Đôi nam
- Rohan Bopanna /  Matthew Ebden đánh bại  Wesley Koolhof /  Neal Skupski, 6–3, 2–6, [10–8]

### Đôi nữ
- Barbora Krejčíková /  Kateřina Siniaková đánh bại  Beatriz Haddad Maia /  Laura Siegemund,  6–1, 6–7(3–7), [10–7]